# Canadenses
Canadenses (português brasileiro) ou Canadianos (português europeu) (em inglês:  Canadians; em francês:  Canadiens) são os cidadãos naturais e naturalizados do Canadá, país que apresenta uma sociedade multiétnica, formada por indivíduos de origens étnicas e nacionais distintas. Além dos povos ameríndios do Canadá, que de acordo com o censo de 2006 totalizavam 1 172 790 pessoas (3,8% da população total do país), praticamente todos os canadenses ou seus ancestrais imigraram para o país nos últimos cinco séculos, com a maioria absoluta tendo chegado no século XX.